# Pablo Espinosa
Pablo Espinosa Doncel, född 10 mars 1992 i Villajoyosa, är en spansk skådespelare, sångare och musiker. Han är mest känd för rollen som Tomás i Disney Channel-serien Violetta. 